# Macclenny
Macclenny é a única cidade localizada no estado americano da Flórida, no condado de Baker, do qual é sede. Foi incorporada em 1939.

## Geografia
De acordo com o United States Census Bureau, a cidade tem uma área de 12,3 km², onde todos os 12,3 km² estão cobertos por terra.

### Localidades na vizinhança
O diagrama seguinte representa as localidades num raio de 36 km ao redor de Macclenny.

## Demografia
Segundo o censo nacional de 2010, a sua população é de 6 374 habitantes e sua densidade populacional é de 519,2 hab/km². É a localidade mais populosa e a mais densamente povoada do condado de Baker. É também a que, em 10 anos, teve o maior crescimento populacional do condado. Possui 2 335 residências, que resulta em uma densidade de 190,2 residências/km².